# Bagrus lubosicus
Bagrus lubosicus är en fiskart som beskrevs av Einar Lönnberg 1924. Bagrus lubosicus ingår i släktet Bagrus och familjen Bagridae. IUCN kategoriserar arten globalt som otillräckligt studerad. Inga underarter finns listade.